# Filip Ingebrigtsen
Filip Ingebrigtsen (Sandnes, 20 aprile 1993) è un mezzofondista norvegese, campione europeo dei 1500 metri piani ad Amsterdam 2016.

## Biografia
È fratello di Henrik e Jakob Ingebrigtsen, a loro volta atleti di alto livello.

## Palmarès
| Anno | Manifestazione            | Sede           | Evento         | Risultato  | Prestazione | Note                          |
| ---- | ------------------------- | -------------- | -------------- | ---------- | ----------- | ----------------------------- |
| 2011 | Europei U20               | Tallinn        | 800 m piani    | Batteria   | 1'54"20     |                               |
| 2012 | Mondiali U20              | Barcellona     | 800 m piani    | Batteria   | 1'50"74     |                               |
| 2012 | Mondiali U20              | Barcellona     | 1500 m piani   | 10º        | 3'46"54     |                               |
| 2013 | Europei U23               | Tampere        | 800 m piani    | Batteria   | 1'48"57     |                               |
| 2013 | Europei U23               | Tampere        | 1500 m piani   | 6º         | 3'45"48     |                               |
| 2014 | Europei                   | Zurigo         | 1500 m piani   | Batteria   | 3'41"06     |                               |
| 2015 | Europei indoor            | Praga          | 1500 m piani   | Batteria   | 3'50"15     |                               |
| 2016 | Europei                   | Amsterdam      | 1500 m piani   | Oro        | 3'46"65     |                               |
| 2016 | Giochi olimpici           | Rio de Janeiro | 1500 m piani   | Batteria   | dq          |                               |
| 2017 | Europei indoor            | Belgrado       | 1500 m piani   | Batteria   | 3'51"25     |                               |
| 2017 | Mondiali                  | Londra         | 1500 m piani   | Bronzo     | 3'34"53     |                               |
| 2018 | Europei                   | Berlino        | 1500 m piani   | 12º        | 3'41"66     |                               |
| 2018 | Europei di cross          | Tilburg        | Corsa seniores | Oro        | 28'49"      |                               |
| 2019 | Europei indoor            | Glasgow        | 1500 m piani   | Batteria   | dq          |                               |
| 2019 | Mondiali                  | Doha           | 1500 m piani   | Semifinale | 3'37"00     |                               |
| 2019 | Mondiali                  | Doha           | 5000 m piani   | Finale     | dnf         |                               |
| 2021 | Europei indoor            | Toruń          | 1500 m piani   | Batteria   | 3'41"52     |                               |
| 2021 | Giochi olimpici           | Tokyo          | 1500 m piani   | Batteria   | 3'38"02     |                               |
| 2022 | Europei di cross          | Venaria Reale  | Corsa seniores | dnf        | dnf         |                               |
| 2022 | Europei di cross          | Venaria Reale  | A squadre      | 5º         | 45 p.       |                               |
| 2024 | Europei di cross          | Antalya        | Corsa seniores | 20º        | 22'59"      |                               |
| 2024 | Europei di cross          | Antalya        | A squadre      | 5º         | 48 p.       |                               |
| 2025 | Campionati nordici indoor | Espoo          | 3000 m piani   | Argento    | 7'39"97     | Miglior prestazione personale |
| 2025 | Europei indoor            | Apeldoorn      | 3000 m piani   | Batteria   | 7'51"76     |                               |

## Campionati nazionali
2010
- 9º ai campionati norvegesi under 18, 800 m piani - 1'57"65

2011
- 5º ai campionati norvegesi, 800 m piani - 1'56"18
- Oro ai campionati norvegesi indoor, 800 m piani - 1'56"94
- 4º ai campionati norvegesi juniores, 800 m piani - 1'57"10
- 4º ai campionati norvegesi juniores, 1500 m piani - 4'09"56
- 5º ai campionati norvegesi juniores, 2000 m siepi - 6'15"20
- 4º ai campionati norvegesi juniores indoor, 800 m piani - 1'57"20

2012
- Bronzo ai campionati norvegesi, 800 m piani - 1'52"41
- 10º ai campionati norvegesi, 1500 m piani - 3'51"76
- Argento ai campionati norvegesi juniores, 800 m piani - 1'51"60
- Oro ai campionati norvegesi juniores, 1500 m piani - 3'55"27
- Oro ai campionati norvegesi juniores, 2000 m siepi - 5'46"25
- Oro ai campionati norvegesi juniores indoor, 1500 m piani - 3'54"51
- Oro ai campionati norvegesi juniores indoor, 3000 m piani - 8'39"81

2013
- Oro ai campionati norvegesi, 1500 m piani - 3'55"18

2014
- Bronzo ai campionati norvegesi, 800 m piani - 1'59"40
- Argento ai campionati norvegesi, 1500 m piani - 3'44"27

2015
- Argento ai campionati norvegesi, 1500 m piani - 3'50"25

2016
- Oro ai campionati norvegesi, 800 m piani - 1'52"09
- Argento ai campionati norvegesi indoor, 1500 m piani - 3'42"61
- Argento ai campionati norvegesi indoor, 3000 m piani - 8'04"36

2018
- Argento ai campionati norvegesi, 800 m piani - 1'50"78

2019
- Oro ai campionati norvegesi, 800 m piani - 1'48"45

2023
- Bronzo ai campionati norvegesi, 1500 m piani - 3'40"31

2024
- 11º ai campionati norvegesi, 1500 m piani - 3'52"85

## Altre competizioni internazionali
2019
- 14º al Golden Gala ( Roma), 5000 m piani - 13'11"75
- 9º ai Bislett Games ( Oslo), miglio - 3'54"41
- Bronzo al Memorial Van Damme ( Bruxelles), 1500 m piani - 3'33"33

2020
- 10º all'Herculis ( Monaco), 1500 m piani - 3'32"23

2022
- 11º al Prefontaine Classic ( Eugene), miglio - 3'55"26